# 二宮健
二宮 健（にのみや けん、1991年12月17日 - ）は、日本の映画監督、脚本家。大阪府出身。

## 来歴
10代から映画制作を始める。大阪国際大和田高等学校在学時に映画研究部に所属し、2008年、監督作品『試験管ベイビー』が高校生映画コンクール映画甲子園にて監督賞を受賞。大阪芸術大学在学時に監督した『小村は何故、真顔で涙を流したのか？』が京都国際学生映画祭でグランプリを受賞する。卒業制作として発表した『SLUM-POLIS』が国内外の映画祭で話題を呼び、2015年、全国で劇場公開される。2017年、桜井ユキ・高橋一生出演『THE LIMIT OF SLEEPING BEAUTY -リミット・オブ・スリーピング ビューティ-』で商業映画デビューを果たす。映画上映企画「SHINPA」を主宰している。

## 作品

### 長編作品
- 「SLUM-POLIS」（2015年9月26日公開）
- 「MATSUMOTO TRIBE」（2017年4月15日公開）
- 「THE LIMIT OF SLEEPING BEAUTY　-リミット・オブ・スリーピング ビューティ-」（2017年10月21日公開）
- 「チワワちゃん」（2019年1月18日公開）
- 「とんかつDJアゲ太郎」（2020年10月30日公開）
- 「真夜中乙女戦争」（2022年1月21日公開）

### 短編・中編作品
- 「試験管ベイビー」（2008年）
- 「大童貞の大冒険」（2014年3月15日公開）
- 「眠れる美女の限界」（2014年3月15日公開）
- 「小村は何故、真顔で涙を流したのか？」（2014年、共同監督）
- 「DAUGHTERS」（2014年）
- 「MEDIOCRITY GIRLFRIEND」（2017年）
- 「LOCAL RULE」（2017年）
- 東映 presents HKT48×48人の映画監督たち「ROMANESCO」（2017年）[7]
- 「SHINPA –filmmakers’ picture-」（2018年）
- 「疑惑とダンス」（2019年3月2日公開）
- 「平成真須美 ラスト・ナイト・フィーバー」（2019年）
- 「嗚呼、かくも牧場は緑なりけり」　(2022年)
- 「Sleepless」（2023年2月10日公開）[8]

### ドラマ
- デリバリーお姉さん（2016年、テレビ神奈川）
- CECILE BOYS（2017年、フジテレビ）
- 生き残った6人によると（2022年、MBS・TBS）
- 風のふく島（2025年、テレビ東京）
- アポロの歌（2025年、MBS・TBS）

### MV
- 町あかり「コテンパン」（2015年）
- BŌMI「Y.O.U」（2015年）[9]
- BiSH「MONSTERS」（2016年）[10]
- BiSH「本当本気」（2016年）　※映像チームHAVIT ART STUDIOとのコラボ[11]
- DEAN FUJIOKA「Let it snow!」（2017年）
- DEAN FUJIOKA「Echo」（2018年）
- DEAN FUJIOKA「History Maker ～HITM Ver.～」（2019年）
- DEAN FUJIOKA「Maybe Tomorrow」（2019年）
- 吉田凜音「MU」（2019年）[12]
- ASP「SAKEBE」(2021年）[13]
- Vaundy「Tokimeki」（2023年）[14]

## メディア出演

### 配信ドラマ
- あなたに聴かせたい歌があるんだ 第7話（2022年5月20日、Hulu） - 来店客 役